# MoneyGram
MoneyGram est une entreprise américaine de transfert de fonds, basée à Dallas au Texas. Elle possède un centre d’opération à Saint Louis Park dans le Minnesota et des bureaux régionaux et locaux dans le monde entier. MoneyGram est une société anonyme par actions enregistrées sous le code mnémonique MGI. Les activités de MoneyGram sont divisées en deux catégories : les transferts de fonds internationaux et les produits financiers en papier. L’entreprise travaille avec des particuliers et des entreprises à travers un réseau d’agents et de clients d’institutions financières.
MoneyGram est le deuxième plus grand fournisseur de transferts de fonds dans le monde,,. L’entreprise est présente dans plus de 200 pays avec un réseau international d’environ 347 000 agents.

## Historique
MoneyGram International est née de la fusion de deux entreprises, Travelers Express basée à Minneapolis et Integrated Payment Systems basée à Denver. MoneyGram a été créée au début comme une filiale d’Integrated Payment Systems et est devenue, par la suite, une entreprise indépendante avant qu’elle ne soit acquise par Travelers en 1998. qu’on connait aujourd’hui comme MoneyGram International.

### Travelers Express (1940-1997)
Travelers Express, basée à Minneapolis, a été fondée en 1940. Travelers Express, filiale de Viad Corporation, est devenue le plus grand fournisseur de mandats, à l’échelle nationale, avant de mettre en œuvre un plan de réorganisation de l’entreprise en 1993. Et vers la fin des années 90, MoneyGram Payment Systems a desservi des clients dans plus de 22 000 emplacements dans 100 pays,.

### MoneyGram Payment Systems (1988-1997)
MoneyGram a été créée en 1988 comme filiale d'Integrated Payment Systems,, Integrated Payment Systems était une filiale de First Data Corporation, qui était, elle-même, une filiale d'American Express. Et en 1992, First Data est née d’American Express et a été publiquement cotée à la Bourse de New York,. First Data Corporation a fusionné plus tard avec First Financial, les propriétaires du rival Western Union. Pour approuver la fusion, la Commission de Commerce Fédérale a forcé First Data à vendre Integrated Payment Systems.
En 1996, Integrated Payment Systems, la plus grande entreprise, non bancaire, de transfert de fonds, est devenue une entreprise cotée en Bourse et a été renommée en MoneyGram Payment Systems, En 1997, James F. Calvano, l'ancien président de Western Union, en est devenu le PDG.
MoneyGram International a été créée en 1997 par MoneyGram Payment Systems, un an après que l'entreprise est devenue publique. À l’époque lorsque MoneyGram International a été créée, MoneyGram Payment Systems détenait 51 % de l’entreprise, alors que les 49 % restants étaient détenus par Thomas Cook Group,.

### MoneyGram International (1998 - aujourd'hui)
En avril 1998, Viad a acquis MoneyGram Payment Systems pour 287 millions de dollars. MoneyGram a été alors intégrée dans Travelers Express (de Viad) à Minneapolis.
En 2003, Travelers Express a complètement pris possession du réseau de MoneyGram, y compris MoneyGram International. Plus tard au cours de la même année, Viad a scindé Travelers Express. En janvier 2004, Travelers Express a été renommée MoneyGram International En juin 2004, Viad a vendu MoneyGram et est devenue une entité publiquement échangée et individuelle.
En 2006, MoneyGram International a grandi internationalement pour inclure plus de 96 000 agents. L’entreprise a aussi introduit des services supplémentaires comme le paiement de factures et les transferts de fonds en ligne.
Durant la crise financière, les actions de MoneyGram sont tombées de 96 % entre 2007 et 2009. Elle a perdu plus que 1,6 milliard de dollars d'investissements dans la crise des subprimes de 2008, et les pertes ont mené l’entreprise à vendre une grosse majorité de ses actions à Thomas H. Lee Partners et Goldman Sachs en échange d’une infusion en espèces. Pendant la baisse, US Bancorp a transféré ses services de transfert de fonds à Western Union. L'entreprise a commencé à être rentable de nouveau en 2009.
Durant la reprise de MoneyGram, Pamela Patsley est devenue la présidente exécutive de l’entreprise en janvier 2009 et a été nommée plus tard au poste de PDG en septembre de la même année,. En novembre 2010, MoneyGram a officiellement délocalisé son siège principal international dans la ville de Dallas au Texas,. L’entreprise continue à maintenir ces centres d’opérations et des centres informatiques internationaux à Minneapolis dans le Minnesota.
En janvier 2017, Alibaba via sa filiale Ant Financial Services, annonce l'acquisition de MoneyGram pour 880 millions de dollars, hors reprise de dettes. À la suite de cette annonce, Euronet Worldwide déclare lancer une offre sur MoneyGram pour 1 milliard de dollars. Le groupe chinois Ant Financial propose également d'acquérir MoneyGram pour 1.2 milliard de dollars pour contrer l'offre d'Euronet. L'offre est bloquée par les autorités publiques américaines pour des raisons de sécurité intérieure.
En 2017, MoneyGram annonce qu'il utilise Mobile Verify de Mitek pour valider l'identification de ses clients. Pour terminer l'étape de vérification d'identité dans le processus de transfert d'argent, les clients Moneygram prennent simplement une photo de leur passeport ou autre document d'identité à l'aide de leur appareil photo pour appareil mobile.
Le 17 juin 2019, Moneygram annonce son partenariat avec Ripple pour utiliser l'actif numérique XRP pour les transferts transfrontaliers.

## Produits

### Transferts de fonds internationaux
- Transfert de fonds MoneyGram[31]

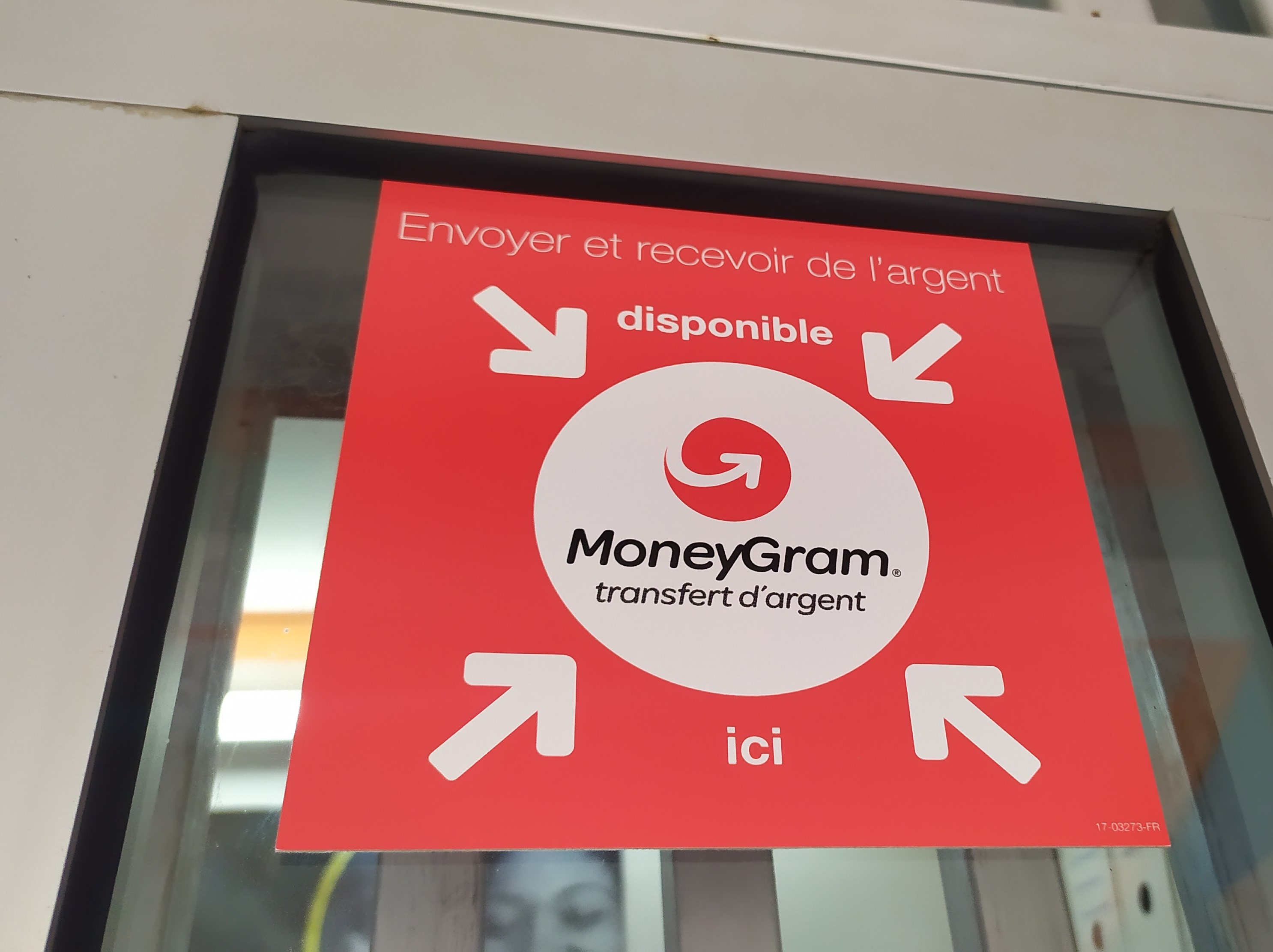
Affiche pour service d'envoi d'argent MoneyGram.

- Les services de paiement de factures de MoneyGram permettant aux consommateurs d’effectuer des paiements urgents ou de payer les factures de routine de certains créanciers.

### Produits financiers en papier
- Mandats : MoneyGram est le deuxième plus grand fournisseur de mandats[7].
- Chèques certifiés : MoneyGram offre des services de sous-traitance de chèques certifiés qui sont disponibles aux institutions financières aux États-Unis. Les chèques certifiés sont utilisés par les consommateurs lorsqu’un bénéficiaire nécessite d’encaisser un chèque dans une banque et par les institutions financières pour payer leurs propres obligations.

## Escroqueries et fraudes
Ce type de transfert de fonds est devenu le vecteur d'escroqueries, notamment en France sur le marché de l'immobilier,,.

## Sponsoring
En 2023, MoneyGram devient le sponsor-titre de l'écurie américaine de Formule 1 Haas ; celle-ci prend alors le nom de MoneyGram Haas F1 Team.